# Drann
Die Drann, slowenisch Dravinja, ist ein rechter Nebenfluss der Drau und deren größter Zufluss innerhalb Sloweniens. Das Gewässer durchfließt die historische Region Untersteiermark.

## Flusslauf
Die Drann entspringt im Bachergebirge an den bewaldeten Hängen südlich des Skigebiets Rogla, fließt zunächst südöstlich durch Zreče (dt. Rötschach) und Slovenske Konjice nach Loč, von dort ostwärts entlang des gleichmäßig breiten Dravinja-Tals am Nordfuß des Haloze-Hügellandes bis zur Mündung in die Drau bei Videm.
Während der Oberlauf ein Sturzbach ist, der immer wieder Überschwemmungsschäden anrichtet, hat sie bereits bei Zreče nur noch ein Gefälle unter einem Prozent und bildet im Unterlauf deutliche Mäander aus.

## Belege
1. 1 2 3 4  Slovenian Rivers, longer than 25 km, and their catchment areas. Republik Slowenien, Amt für Statistik (stat.si), 2002, abgerufen am 24. Februar 2024 (englisch, slowenisch).
2. ↑  Der Fluss Dravinja (von der Brücke in Loče bis zur Brücke in die Makole). Abgerufen am 25. Februar 2024.
3. ↑  Arctur d.o.o: Der Dravinja-Fluss. Abgerufen am 25. Februar 2024.